# Sandra Hadith Alvarado
Sandra Hadith Alvarado Barahona (San Pedro Sula, Cortés, 1989) es una atleta fisicoculturista, entrenadora, artista marcial, comunicadora y presentadora de televisión hondureña. Miembro de la selección de fitness de Honduras.

## Biografía y carrera
Alvarado inició profesionalmente en el campo del fisicoculturismo en 2015.
Es artista marcial y profesora certificada de yoga. También es graduada de la carrera de comunicación y estudiante de máster en dirección empresarial.
En 2015, fue reconocida por la Fenafh, el Comité Olímpico Hondureño, la Confederación Deportiva Autónoma de Honduras y la comisión de deportes del Congreso Nacional como "Señorita deportista", un título otorgado a atletas sobresalientes en el campo del fitness.
En 2017, quedó en quinto lugar en el top 5 de atletas centroamericanos del certamen Mister Olympia Amateur Expo Fitness que se llevó a cabo en Medellín, Colombia.
En 2017, ganó la medalla de oro representando a Honduras en los XI Juegos Deportivos Centroamericanos en Managua, Nicaragua.
En 2018 fue primer lugar en el Campeonato Centroamericano de Men’s Physique Honduras, y ese mismo año, quedó en tercer lugar en el Campeonato   Centroamericano y del Caribe  México 2018.
En 2019, representó a Honduras en la categoría de fitness coreográfico en los Juegos Panamericanos de 2019, en Lima. Alcanzó el cuarto lugar con 39 puntos.

## Palmarés
- Campeona absoluta "Señor y Señorita Deportista", en 2015. Tegucigalpa.
- Campeona absoluta "Cover Classic 2015". San Pedro Sula.
- Subcampeona en el Campeonato Centroamericano Femenino y Men's Physique 2015, en categoría boddy fitness.
- Subcampeona Miss y Mister Honduras 2015.
- Campeona nacional "Señor y Señorita Deportista", en 2016. Tegucigalpa.
- Campeona centroamericana en el Campeonato Centroamericano Femenino y Men's Physique El Salvador 2016.
- Campeona centroamericana y del Caribe en el Campeonato Centroamericano Femenino y Men's Physique República Dominicana 2016.
- Top 5 a nivel latinoamericano en Mr. Olympia Sudamérica 2017, en Medellín, Colombia.
- Campeona nacional "Señor y Señorita Deportista", en 2017. Tegucigalpa.
- Medalla de oro en los XI Juegos Deportivos Centroamericanos en 2017. Managua, Nicaragua.
- Reconocimiento mejor atleta femenina en fisicoculturismo como “Guerrera Maya” atleta destacada año 2018.
- Cuarto lugar en los Juegos Panamericanos de 2019. Lima, Perú.